# Dumbarton (Schotland)
Dumbarton (Dùn Breatainn) is een burgh in Schotland, West Dunbartonshire, met ongeveer 20.000 inwoners, gelegen op de noordelijke oever van de rivier Clyde, waar de Leven in de Firth of Clyde stroomt.
Op de Dumbarton Rock ligt Dumbarton Castle. De plaatselijke voetbalclub is Dumbarton FC.
Bij hun huwelijk op 19 mei 2018 werden prins Harry en Meghan Markle de graaf en gravin van Dumbarton.

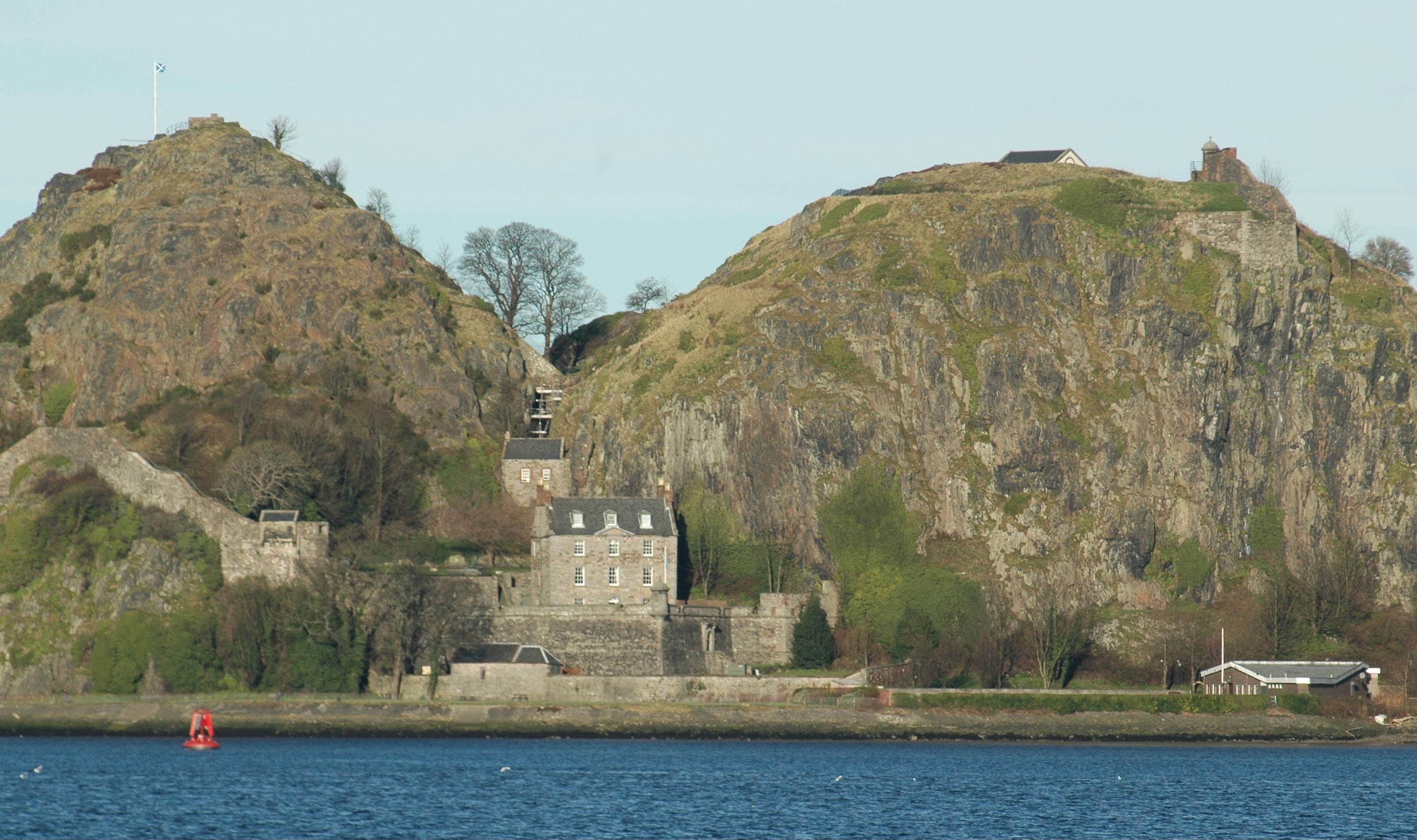
Dumbarton Castle

## Geboren
- Mountstuart Elphinstone (1779-1859), staatsman, oriëntalist en historicus
- William Strang (1859-1921), etser en kunstschilder
- John Tait Robertson (1877-1935), voetballer en trainer
- Evan Williams (1943-2025), voetballer
- Dayton Callie (1946), acteur, filmproducent en scenarioschrijver
- David Byrne (1952), muzikant, zanger Talking Heads
- Paul Stewart (1965), autocoureur, zoon van Jackie Stewart
- Colin McCredie (1972), acteur